# Frenchglen
Frenchglen az Amerikai Egyesült Államok északnyugati részén, Oregon állam Harney megyéjében, az Oregon Route 205 mentén elhelyezkedő önkormányzat nélküli település. 2010-ben becslések szerint 12 lakosa volt.
Itt található az 1917-ben épült Frenchglen Hotel. Az általános iskolának az 1980–81-es tanévben két tanulója volt, azonban egyikük év közben elköltözött. A területet népszerű madárleső helyként tartják számon.

## Fordítás
- Ez a szócikk részben vagy egészben  a   Frenchglen, Oregon című angol Wikipédia-szócikk ezen változatának fordításán alapul.  Az eredeti cikk szerkesztőit annak laptörténete sorolja fel. Ez a jelzés csupán a megfogalmazás eredetét és a szerzői jogokat jelzi, nem szolgál a cikkben szereplő információk forrásmegjelöléseként.